# Xanthoparmelia waboomsbergensis
Xanthoparmelia waboomsbergensis är en lavart som beskrevs av Elix. Xanthoparmelia waboomsbergensis ingår i släktet Xanthoparmelia och familjen Parmeliaceae.   Inga underarter finns listade i Catalogue of Life.